# Đội tuyển bóng đá quốc gia Ấn Độ
Đội tuyển bóng đá quốc gia Ấn Độ (tiếng Hindi: भारतीय राष्ट्रीय फुटबॉल टीम) là đội tuyển cấp quốc gia của Ấn Độ do Liên đoàn bóng đá Ấn Độ (AIFF) quản lý. Đội tuyển bóng đá quốc gia Ấn Độ thuộc quyền quản lý của FIFA và AFC. Liên đoàn bóng đá Ấn Độ là một trong những thành viên sáng lập của Liên đoàn bóng đá Nam Á (SAFF).
Trận thi đấu quốc tế đầu tiên của đội tuyển Ấn Độ là trận gặp đội tuyển Pháp vào năm 1948. Thành tích tốt nhất của đội cho đến nay là 2 chiếc huy chương vàng Asiad giành được vào các năm 1951, 1962, ngôi vị á quân của Cúp bóng đá châu Á 1964, ngôi vô địch Challenge 2008 và 6 lần vô địch Nam Á.
Ấn Độ từng được coi là một trong những đội xuất sắc nhất châu Á, đã có kỷ nguyên vàng trong những năm 1950 và đầu những năm 1960. Trong giai đoạn này, Ấn Độ đã giành huy chương vàng tại Đại hội thể thao châu Á 1951 và 1962, đồng thời đứng thứ tư tại Thế vận hội mùa hè 1956. Ấn Độ chưa bao giờ tham dự FIFA World Cup. Mặc dù đủ điều kiện tham dự World Cup 1950, Ấn Độ đã rút lui trước khi bắt đầu giải đấu. Đội cũng đã 4 lần góp mặt tại AFC Asian Cup, giải vô địch bóng đá hàng đầu châu Á và về nhì vào năm 1964.
Ấn Độ cũng tham dự Giải Vô địch Bóng đá Nam Á, giải bóng đá khu vực hàng đầu ở Nam Á. Họ đã vô địch giải đấu tám lần kể từ khi thành lập vào năm 1993 và bằng cách đó, họ trở thành đội thành công nhất trong khu vực.

## Sân nhà
Không có sân nhà cụ thể cho đội tuyển quốc gia Ấn Độ. Các trận đấu của Ấn Độ đã được diễn ra tại các sân vận động như Sân vận động Salt Lake ở Kolkata, Sân vận động Jawaharlal Nehru ở Delhi, Sân vận động Fatorda ở Margao, Sân vận động Sree Kanteerava ở Bangalore, Sân vận động Jawaharlal Nehru ở Kochi, Mumbai Football Arena, Sân vận động Indira Gandhi Athletic ở Guwahati và EKA Arena ở Ahmedabad
Gần đây,các giải đấu như Giải vô địch SAFF 2011 và Cúp Nehru 2012 đã được tổ chức tại Sân vận động Jawaharlal Nehru ở Delhi, Giải vô địch SAFF 2015 tại Sân vận động Quốc tế Trivandrum,Cúp Liên lục địa 2018 tại Mumbai Football Arena và Cúp Liên lục địa 2019. Sân vận động Indira Gandhi Athletic, Sân vận động Sree Kanteerava và sân vận động Fatorda đã tổ chức các vòng loại AFC Asian Cup và FIFA World Cup 

## Danh hiệu
- Vô địch châu Á: 0

Á quân: 1964
- Vô địch Cúp Challenge: 1

Vô địch: 2008
- Vô địch Nam Á: 6

Vô địch: 1993; 1997; 1999; 2005; 2009; 2011
Á quân: 1995; 2008; 2013
Hạng ba: 2003
- Bóng đá nam tại Asiad:

 1951; 1962
 1970

## Thành tích quốc tế

### Giải vô địch bóng đá thế giới
| Năm           | Thành tích                          |
| ------------- | ----------------------------------- |
| 1930 đến 1938 | Không tham dự, là thuộc địa của Anh |
| 1950          | Bỏ cuộc                             |
| 1954          | FIFA không chấp nhận                |
| 1958 đến 1970 | Không tham dự                       |
| 1974 đến 2026 | Không vượt qua vòng loại            |
| Tổng cộng     | 0/11                                |

### Thế vận hội Mùa hè
- (Nội dung thi đấu dành cho cấp đội tuyển quốc gia cho đến kỳ Đại hội năm 1988)

| Năm       | Thành tích                          | Thứ hạng                            | St                                  | T                                   | H                                   | B                                   | Bt                                  | Bb                                  |                                     |
| --------- | ----------------------------------- | ----------------------------------- | ----------------------------------- | ----------------------------------- | ----------------------------------- | ----------------------------------- | ----------------------------------- | ----------------------------------- | ----------------------------------- |
| 1908–1936 | Không tham dự, là thuộc địa của Anh | Không tham dự, là thuộc địa của Anh | Không tham dự, là thuộc địa của Anh | Không tham dự, là thuộc địa của Anh | Không tham dự, là thuộc địa của Anh | Không tham dự, là thuộc địa của Anh | Không tham dự, là thuộc địa của Anh | Không tham dự, là thuộc địa của Anh | Không tham dự, là thuộc địa của Anh |
| 1948      | Vòng 1                              | 11th                                | 1                                   | 0                                   | 0                                   | 1                                   | 1                                   | 2                                   |                                     |
| 1952      | Vòng 1                              | 25th                                | 1                                   | 0                                   | 0                                   | 1                                   | 1                                   | 10                                  |                                     |
| 1956      | Hạng tư                             | 4th                                 | 3                                   | 1                                   | 0                                   | 2                                   | 5                                   | 9                                   |                                     |
| 1960      | Vòng 1                              | 13th                                | 3                                   | 0                                   | 1                                   | 2                                   | 3                                   | 6>                                  |                                     |
| 1964–1988 | Không vượt qua vòng loại            | Không vượt qua vòng loại            | Không vượt qua vòng loại            | Không vượt qua vòng loại            | Không vượt qua vòng loại            | Không vượt qua vòng loại            | Không vượt qua vòng loại            | Không vượt qua vòng loại            | Không vượt qua vòng loại            |
| Tổng cộng | 1 lần hạng tư                       | 4th                                 | 8                                   | 1                                   | 1                                   | 6                                   | 10                                  | 27                                  |                                     |

### Cúp bóng đá châu Á
Ấn Độ từng 4 lần lọt vào vòng chung kết Cúp bóng đá châu Á, với một lần giành ngôi á quân năm 1964.
| Cúp bóng đá châu Á | Cúp bóng đá châu Á       | Cúp bóng đá châu Á       | Cúp bóng đá châu Á       | Cúp bóng đá châu Á       | Cúp bóng đá châu Á       | Cúp bóng đá châu Á       | Cúp bóng đá châu Á       | Cúp bóng đá châu Á       | Cúp bóng đá châu Á |
| Vòng chung kết: 3  | Vòng chung kết: 3        | Vòng chung kết: 3        | Vòng chung kết: 3        | Vòng chung kết: 3        | Vòng chung kết: 3        | Vòng chung kết: 3        | Vòng chung kết: 3        | Vòng chung kết: 3        | Vòng chung kết: 3  |
| Năm                | Thành tích               | Thứ hạng                 | Số trận                  | Thắng                    | Hòa                      | Thua                     | Bàn thắng                | Bàn thua                 |                    |
| ------------------ | ------------------------ | ------------------------ | ------------------------ | ------------------------ | ------------------------ | ------------------------ | ------------------------ | ------------------------ | ------------------ |
| 1956               | Không tham dự            | Không tham dự            | Không tham dự            | Không tham dự            | Không tham dự            | Không tham dự            | Không tham dự            | Không tham dự            |                    |
| 1960               | Không vượt qua vòng loại | Không vượt qua vòng loại | Không vượt qua vòng loại | Không vượt qua vòng loại | Không vượt qua vòng loại | Không vượt qua vòng loại | Không vượt qua vòng loại | Không vượt qua vòng loại |                    |
| 1964               | Á quân                   | 2/4                      | 3                        | 2                        | 0                        | 1                        | 5                        | 3                        |                    |
| 1968 đến 1980      | Không vượt qua vòng loại | Không vượt qua vòng loại | Không vượt qua vòng loại | Không vượt qua vòng loại | Không vượt qua vòng loại | Không vượt qua vòng loại | Không vượt qua vòng loại | Không vượt qua vòng loại |                    |
| 1984               | Vòng 1                   | 12/12                    | 4                        | 0                        | 1                        | 3                        | 0                        | 7                        |                    |
| 1988 đến 2007      | Không vượt qua vòng loại | Không vượt qua vòng loại | Không vượt qua vòng loại | Không vượt qua vòng loại | Không vượt qua vòng loại | Không vượt qua vòng loại | Không vượt qua vòng loại | Không vượt qua vòng loại |                    |
| 2011               | Vòng 1                   | 16/16                    | 3                        | 0                        | 0                        | 3                        | 3                        | 13                       |                    |
| 2015               | Không vượt qua vòng loại | Không vượt qua vòng loại | Không vượt qua vòng loại | Không vượt qua vòng loại | Không vượt qua vòng loại | Không vượt qua vòng loại | Không vượt qua vòng loại | Không vượt qua vòng loại |                    |
| 2019               | Vòng 1                   | 17/24                    | 3                        | 1                        | 0                        | 2                        | 4                        | 4                        |                    |
| 2023               | Vòng 1                   | 24/24                    | 3                        | 0                        | 0                        | 3                        | 0                        | 6                        |                    |
| 2027               | Chưa xác định            | Chưa xác định            | Chưa xác định            | Chưa xác định            | Chưa xác định            | Chưa xác định            | Chưa xác định            | Chưa xác định            |                    |
| Tổng cộng          | 1 lần hạng nhì           | 1 lần hạng nhì           | 16                       | 3                        | 1                        | 12                       | 12                       | 33                       |                    |

### Á vận hội
- (Nội dung thi đấu dành cho cấp đội tuyển quốc gia cho đến kỳ Đại hội năm 1998)

| Năm       | Thành tích    | Thứ hạng      | Pld           | W             | D             | L             | GF            | GA            |
| --------- | ------------- | ------------- | ------------- | ------------- | ------------- | ------------- | ------------- | ------------- |
| 1951      | Vô địch       | 1st           | 3             | 3             | 0             | 0             | 7             | 0             |
| 1954      | Vòng 1        | 8th           | 2             | 1             | 0             | 1             | 3             | 6             |
| 1958      | Hạng tư       | 4th           | 5             | 2             | 0             | 3             | 12            | 13            |
| 1962      | Vô địch       | 1st           | 5             | 4             | 0             | 1             | 11            | 6             |
| 1966      | Vòng 1        | 8th           | 3             | 1             | 0             | 2             | 4             | 7             |
| 1970      | Hạng ba       | 3rd           | 6             | 3             | 1             | 2             | 8             | 5             |
| 1974      | Vòng 1        | 13th          | 3             | 0             | 0             | 3             | 2             | 14            |
| 1978      | Vòng 2        | 8th           | 5             | 1             | 0             | 4             | 5             | 13            |
| 1982      | Tứ kết        | 6th           | 4             | 2             | 1             | 1             | 5             | 3             |
| 1986      | Vòng 1        | 16th          | 3             | 0             | 0             | 3             | 1             | 8             |
| 1990–1994 | Không tham dự | Không tham dự | Không tham dự | Không tham dự | Không tham dự | Không tham dự | Không tham dự | Không tham dự |
| 1998      | Vòng 2        | 16th          | 5             | 1             | 0             | 4             | 3             | 8             |
| Tổng      | 2 lần vô địch | 1st           | 44            | 18            | 2             | 24            | 61            | 83            |

### Giải vô địch bóng đá Nam Á
- 1993 - Vô địch
- 1995 - Á quân
- 1997 - Vô địch
- 1999 - Vô địch
- 2003 - Hạng ba
- 2005 - Vô địch
- 2008 - Á quân
- 2009 - Vô địch
- 2011 - Vô địch
- 2013 - Á quân

### Cúp Challenge AFC
- 2006 - Tứ kết (Ấn Độ tham dự bằng đội U-20)
- 2008 - Vô địch
- 2010 - Vòng bảng
- 2012 - Vòng bảng
- 2014 - Không vượt qua vòng loại

## Cầu thủ

### Đội hình hiện tại
- Trận đấu tiếp theo: AFC Asian Cup 2023
- Đối thủ:  Úc,  Uzbekistan và  Syria
- Số liệu thống kê tính đến ngày: 21 tháng 11 năm 2023[21][22]

| Số | VT | Cầu thủ                         | Ngày sinh (tuổi)  | Trận | Bàn | Câu lạc bộ      |
| -- | -- | ------------------------------- | ----------------- | ---- | --- | --------------- |
| 1  | TM | Gurpreet Singh Sandhu (đội phó) | 3 tháng 2, 1992   | 66   | 0   | Bengaluru       |
| 13 | TM | Vishal Kaith                    | 22 tháng 7, 1996  | 4    | 0   | Mohun Bagan     |
| 23 | TM | Amrinder Singh                  | 27 tháng 5, 1993  | 13   | 0   | Odisha          |
|    |    |                                 |                   |      |     |                 |
| 2  | HV | Rahul Bheke                     | 6 tháng 12, 1990  | 24   | 1   | Mumbai City     |
| 3  | HV | Subhasish Bose                  | 18 tháng 8, 1995  | 35   | 0   | Mohun Bagan     |
| 4  | HV | Lalchungnunga                   | 25 tháng 12, 2000 | 1    | 0   | East Bengal     |
| 5  | HV | Sandesh Jhingan                 | 21 tháng 7, 1993  | 60   | 5   | Goa             |
| 6  | HV | Akash Mishra                    | 27 tháng 11, 2001 | 24   | 0   | Mumbai City     |
| 20 | HV | Pritam Kotal                    | 8 tháng 9, 1993   | 52   | 0   | Kerala Blasters |
| 21 | HV | Nikhil Poojary                  | 3 tháng 9, 1995   | 21   | 1   | Hyderabad       |
| 22 | HV | Mehtab Singh                    | 5 tháng 5, 1998   | 8    | 0   | Mumbai City     |
|    |    |                                 |                   |      |     |                 |
| 7  | TV | Anirudh Thapa                   | 15 tháng 1, 1998  | 53   | 4   | Mohun Bagan     |
| 8  | TV | Suresh Singh Wangjam            | 7 tháng 8, 2000   | 22   | 1   | Bengaluru       |
| 10 | TV | Brandon Fernandes               | 20 tháng 9, 1994  | 22   | 0   | Goa             |
| 12 | TV | Liston Colaco                   | 12 tháng 11, 1998 | 18   | 0   | Mohun Bagan     |
| 14 | TV | Naorem Mahesh Singh             | 1 tháng 3, 1999   | 16   | 3   | East Bengal     |
| 15 | TV | Udanta Singh Kumam              | 14 tháng 6, 1996  | 48   | 2   | Goa             |
| 18 | TV | Sahal Abdul Samad               | 1 tháng 4, 1997   | 35   | 3   | Mohun Bagan     |
| 19 | TV | Lalengmawia Ralte               | 17 tháng 10, 2000 | 13   | 0   | Mumbai City     |
| 25 | TV | Deepak Tangri                   | 1 tháng 2, 1999   | 0    | 0   | Mohun Bagan     |
|    |    |                                 |                   |      |     |                 |
| 9  | TĐ | Manvir Singh                    | 7 tháng 11, 1995  | 37   | 7   | Mohun Bagan     |
| 11 | TĐ | Sunil Chhetri (đội trưởng)      | 3 tháng 8, 1984   | 145  | 93  | Bengaluru       |
| 16 | TĐ | Rahul K. P.                     | 16 tháng 2, 2000  | 6    | 0   | Kerala Blasters |
| 17 | TĐ | Lallianzuala Chhangte           | 8 tháng 6, 1997   | 32   | 7   | Mumbai City     |
| 24 | TĐ | Vikram Partap Singh             | 16 tháng 1, 2002  | 0    | 0   | Mumbai City     |
| 26 | TĐ | Ishan Pandita                   | 26 tháng 5, 1998  | 7    | 1   | Kerala Blasters |

### Triệu tập gần đây
| Vt                                                                    | Cầu thủ                    | Ngày sinh (tuổi)  | Số trận | Bt | Câu lạc bộ      | Lần cuối triệu tập             |
| --------------------------------------------------------------------- | -------------------------- | ----------------- | ------- | -- | --------------- | ------------------------------ |
| TM                                                                    | Gurmeet Singh              | 3 tháng 12, 1999  | 0       | 0  | Hyderabad       | 2023 King's Cup                |
| TM                                                                    | Phurba Tempa Lachenpa      | 4 tháng 2, 1998   | 0       | 0  | Mumbai City     | NT Camp, May 2023              |
| TM                                                                    | Prabhsukhan Singh Gill     | 2 tháng 1, 2001   | 0       | 0  | East Bengal     | NT Camp, March 2023            |
|                                                                       |                            |                   |         |    |                 |                                |
| HV                                                                    | Roshan Singh Naorem        | 2 tháng 2, 1999   | 10      | 0  | Bengaluru       | vs Qatar, 21 November 2023     |
| HV                                                                    | Anisa Anwar Ali            | 28 tháng 8, 2000  | 18      | 1  | Mohun Bagan     | 2023 Merdeka TournamentINJ     |
| HV                                                                    | Asish Rai                  | 27 tháng 1, 1999  | 1       | 0  | Mohun Bagan     | 2023 King's Cup                |
| HV                                                                    | Chinglensana Singh Konsham | 27 tháng 11, 1996 | 11      | 0  | Hyderabad       | 2023 Tri-Nation Series         |
| HV                                                                    | Narender Gahlot            | 24 tháng 4, 2001  | 4       | 1  | Odisha          | NT Camp, March 2023            |
|                                                                       |                            |                   |         |    |                 |                                |
| TV                                                                    | Rohit Kumar                | 1 tháng 4, 1997   | 13      | 0  | Bengaluru       | vs Qatar, 21 November 2023     |
| TV                                                                    | Nandhakumar Sekar          | 20 tháng 12, 1995 | 3       | 0  | East Bengal     | vs Kuwait, 16 November 2023PRE |
| TV                                                                    | Glan Martins               | 1 tháng 7, 1994   | 13      | 0  | Mohun Bagan     | vs Kuwait, 16 November 2023PRE |
| TV                                                                    | Ashique Kuruniyan          | 18 tháng 6, 1997  | 34      | 2  | Mohun Bagan     | 2023 King's CupINJ             |
| TV                                                                    | Jeakson Singh Thounaojam   | 21 tháng 6, 2001  | 19      | 0  | Kerala Blasters | 2023 King's CupINJ             |
| TV                                                                    | Rowllin Borges             | 5 tháng 6, 1992   | 35      | 2  | Goa             | 2023 Intercontinental Cup      |
| TV                                                                    | Bipin Singh Thounaojam     | 10 tháng 3, 1995  | 7       | 0  | Mumbai City     | 2023 Tri-Nation Series         |
| TV                                                                    | Ritwik Das                 | 14 tháng 12, 1996 | 1       | 0  | Jamshedpur      | 2023 Tri-Nation Series         |
| TV                                                                    | Mohammad Yasir             | 14 tháng 4, 1998  | 13      | 0  | Hyderabad       | 2023 Tri-Nation Series         |
|                                                                       |                            |                   |         |    |                 |                                |
| TĐ                                                                    | Rahim Ali                  | 21 tháng 4, 2000  | 13      | 0  | Chennaiyin      | 2023 King's Cup                |
| TĐ                                                                    | Sivasakthi Narayanan       | 9 tháng 7, 2001   | 0       | 0  | Bengaluru       | NT Camp, May 2023              |
| - INJ Rút lui vì chấn thương - COV Rút lui vì dương tính với COVID-19 |                            |                   |         |    |                 |                                |

## Kết quả thi đấu

### 2022
| 24 tháng 9 năm 2022 Giải bóng đá giao hữu quốc tế – Hưng Thịnh 2022 | Ấn Độ         | 1–1      | Singapore  | Hồ Chí Minh City, Việt Nam                                           |  |
| 19:00 UTC+7                                                         | Kuruniyan 43' | Chi tiết | Ikhsan 37' | Sân vận động: Thống Nhất Stadium Trọng tài: Hoàng Ngọc Hà (Việt Nam) |  |

| 27 tháng 9 năm 2022 Giải bóng đá giao hữu quốc tế – Hưng Thịnh 2022 | Việt Nam                                                        | 3–0      | Ấn Độ | Hồ Chí Minh City, Việt Nam                                                  |  |
| 19:00 UTC+7                                                         | - Phan Văn Đức 10' - Nguyễn Văn Toàn 49' - Nguyễn Văn Quyết 70' | Chi tiết |       | Sân vận động: Thống Nhất Stadium Trọng tài: Clifford Daypuyat (Philippines) |  |

### 2023
| 22 tháng 3 năm 2023 Giao hữu | Ấn Độ         | 1–0      | Myanmar | Imphal, Ấn Độ                                                                                                  |  |
| 18:00 UTC+5:30               | - Thapa 45+1' | Chi tiết |         | Sân vận động: Sân vận động Khuman Lampak Main Lượng khán giả: 29,431 Trọng tài: Md Alamgir Sarker (Bangladesh) |  |

| 28 tháng 3 năm 2023 Giao hữu | Ấn Độ                               | 2–0      | Kyrgyzstan | Imphal, Ấn Độ                                                                                                  |  |
| 18:00 UTC+5:30               | - Jhingan 34' - Chhetri 84' (ph.đ.) | Chi tiết |            | Sân vận động: Sân vận động Khuman Lampak Main Lượng khán giả: 29,877 Trọng tài: Md Alamgir Sarker (Bangladesh) |  |

| 9 tháng 6 năm 2023 Cúp Liên lục địa 2023 | Ấn Độ                     | 2–0    | Mông Cổ | Bhubaneswar, Ấn Độ                                                            |  |
| 19:30 UTC+5:30                           | - Samad 2' - Chhangte 14' | Report |         | Sân vận động: Sân vận động Kalinga Trọng tài: Songkran Bunmeekiart (Thái Lan) |  |

| 12 tháng 6 năm 2023 Cúp Liên lục địa 2023 | Vanuatu | 0–1    | Ấn Độ       | Bhubaneswar, Ấn Độ                                                  |  |
| 19:30 UTC+5:30                            |         | Report | Chhetri 81' | Sân vận động: Sân vận động Kalinga Trọng tài: Virendha Rai (Bhutan) |  |

| 15 tháng 6 năm 2023 Cúp Liên lục địa 2023 | Ấn Độ | 0–0      | Liban | Bhubaneswar, Ấn Độ                                                     |  |
| 19:30 UTC+5:30                            |       | Chi tiết |       | Sân vận động: Sân vận động Kalinga Trọng tài: Javiz Mohamed (Maldives) |  |

| 18 tháng 6 năm 2023 Chung kết Cúp Liên lục địa 2023 | Ấn Độ                        | 2–0      | Liban | Bhubaneswar, Ấn Độ                                                                         |  |
| 19:30 UTC+5:30                                      | - Chhetri 46' - Chhangte 65' | Chi tiết |       | Sân vận động: Sân vận động Kalinga Lượng khán giả: 12,600 Trọng tài: Virendha Rai (Bhutan) |  |

| 21 tháng 6 năm 2023 Giải vô địch bóng đá Nam Á 2023 | Ấn Độ                                                | 4–0    | Pakistan | Bangalore, Ấn Độ                                                                                     |  |
| 19:30 UTC+5:30                                      | - Chhetri 10', 16' (ph.đ.), 74' (ph.đ.) - Udanta 81' | Report |          | Sân vận động: Sân vận động Sree Kanteerava Lượng khán giả: 22,860 Trọng tài: Prajwol Chhetri (Nepal) |  |

| 24 tháng 6 năm 2023 Giải vô địch bóng đá Nam Á 2023 | Nepal | 0–2    | Ấn Độ                      | Bangalore, Ấn Độ                                                                                      |  |
| 19:30 UTC+5:30                                      |       | Report | - Chhetri 61' - Mahesh 70' | Sân vận động: Sân vận động Sree Kanteerava Lượng khán giả: 12,642 Trọng tài: Sinan Hussain (Maldives) |  |

| 27 tháng 6 năm 2023 Giải vô địch bóng đá Nam Á 2023 | Ấn Độ         | 1–1    | Kuwait              | Bangalore, Ấn Độ                                                                                           |  |
| 19:30 UTC+5:30                                      | Chhetri 45+2' | Report | A. Ali 90+2' (l.n.) | Sân vận động: Sân vận động Sree Kanteerava Lượng khán giả: 9,562 Trọng tài: Md Alamgir Sarker (Bangladesh) |  |

| 1 tháng 7 năm 2023 Bán kết Giải vô địch bóng đá Nam Á 2023 | Liban | 0–0 (s.h.p.) (2–4 p)                 | Ấn Độ | Bangalore, Ấn Độ                                                                                      |  |
| 19:30 UTC+5:30                                             |       | Report                               |       | Sân vận động: Sân vận động Sree Kanteerava Lượng khán giả: 19,640 Trọng tài: Sinan Hussain (Maldives) |  |
|                                                            |       | Loạt sút luân lưu                    |       | |  |
| - Maatouk - Shour - Sadek - Bader                          |       | - Chhetri - A. Ali - Mahesh - Udanta |       | |  |
| Ghi chú: Ấn Độ thắng 4–2 trong loạt sút luân lưu           |       |                                      |       | |  |

| 4 tháng 7 năm 2023 Chung kết Giải vô địch bóng đá Nam Á 2023  | Kuwait        | 1–1 (s.h.p.) (4–5 p)                                       | Ấn Độ        | Bangalore, Ấn Độ                                                                                     |  |
| 19:30 UTC+5:30                                                | Al-Khaldi 14' | Report                                                     | Chhangte 36' | Sân vận động: Sân vận động Sree Kanteerava Lượng khán giả: 26,380 Trọng tài: Prajwol Chhetri (Nepal) |  |
|                                                               |               | Loạt sút luân lưu                                          |              | |  |
| - Daham - Al Otaibi - Al-Dhefiri - Naji - Al-Khaldi - Hajeyah |               | - Chhetri - Jhingan - Chhangte - Udanta - S. Bose - Mahesh |              | |  |
| Ghi chú: Ấn Độ thắng 5–4 trong loạt sút luân lưu              |               |                                                            |              | |  |

| 7 tháng 9 năm 2023 King's Cup 2023 | Iraq | 1–1 (5–4 p) | Ấn Độ | Chiang Mai, Thái Lan                       |  |
| 16:00 UTC+5:30                     |      |             |       | Sân vận động: Sân vận động kỷ niệm 700 năm |  |

| 10 tháng 9 năm 2023 King's Cup 2023 | Liban | 1–0 | Ấn Độ | Chiang Mai, Thái Lan                       |  |
| 16:00 UTC+5:30/19:00 UTC+5:30       |       |     |       | Sân vận động: Sân vận động kỷ niệm 700 năm |  |

| 13 tháng 10 năm 2023 Merdeka Cup 2023 | Malaysia | 4–2 | Ấn Độ | Kuala Lumpur, Malaysia                          |  |
| 18:30 UTC+5:30                        |          |     |       | Sân vận động: Sân vận động quốc gia Bukit Jalil |  |

| 16 tháng 11 năm 2023 Vòng loại Giải vô địch bóng đá thế giới 2026 / Vòng loại Cúp bóng đá châu Á 2027 | Kuwait | 0–1 | Ấn Độ | Thành phố Kuwait, Kuwait                          |  |
| --:-- UTC+3                                                                                           |        |     |       | Sân vận động: Sân vận động quốc tế Jaber Al-Ahmad |  |

| 21 tháng 11 năm 2023 Vòng loại Giải vô địch bóng đá thế giới 2026 / Vòng loại Cúp bóng đá châu Á 2027 | Ấn Độ | 0–3 | Qatar | Bhubaneswar, Ấn Độ                 |  |
| --:-- UTC+5:30                                                                                        |       |     |       | Sân vận động: Sân vận động Kalinga |  |

### 2024
| 13 tháng 1 năm 2024 Cúp bóng đá châu Á 2023 | Úc | v | Ấn Độ | Al Rayyan, Qatar                         |  |
| 17:00 UTC+5:30                              |    |   |       | Sân vận động: Sân vận động Ahmad bin Ali |  |

| 18 tháng 1 năm 2024 Cúp bóng đá châu Á 2023 | Ấn Độ | v | Uzbekistan | Doha, Qatar                                     |  |
| 20:00 UTC+5:30                              |       |   |            | Sân vận động: Sân vận động Abdullah bin Khalifa |  |

| 23 tháng 1 năm 2024 Cúp bóng đá châu Á 2023 | Syria | v | Ấn Độ | Al Wakrah, Qatar                     |  |
| 17:00 UTC+5:30                              |       |   |       | Sân vận động: Sân vận động Al Janoub |  |

| 21 tháng 3 năm 2024 Vòng loại Giải vô địch bóng đá thế giới 2026 / Vòng loại Cúp bóng đá châu Á 2027 | Afghanistan | v | Ấn Độ | TBA               |
| |             |   |       | Sân vận động: TBA |

| 26 tháng 3 năm 2024 Vòng loại Giải vô địch bóng đá thế giới 2026 / Vòng loại Cúp bóng đá châu Á 2027 | Ấn Độ | v | Afghanistan | Ấn Độ             |  |
| --:-- UTC+5:30                                                                                       |       |   |             | Sân vận động: TBA |  |

| 6 tháng 6 năm 2024 Vòng loại Giải vô địch bóng đá thế giới 2026 / Vòng loại Cúp bóng đá châu Á 2027 | Ấn Độ | v | Kuwait | Ấn Độ             |  |
| --:-- UTC+5:30                                                                                      |       |   |        | Sân vận động: TBA |  |

| 11 tháng 6 năm 2024 Vòng loại Giải vô địch bóng đá thế giới 2026 / Vòng loại Cúp bóng đá châu Á 2027 | Qatar | v | Ấn Độ | Qatar             |  |
| --:-- UTC+3                                                                                          |       |   |       | Sân vận động: TBA |  |